# Scholl (entreprise)
 (juillet 2022).
Si vous disposez d'ouvrages ou d'articles de référence ou si vous connaissez des sites web de qualité traitant du thème abordé ici, merci de compléter l'article en donnant les références utiles à sa vérifiabilité et en les liant à la section « Notes et références ».
 (février 2023).
Le contenu est difficilement compréhensible vu les erreurs de traduction, qui sont peut-être dues à l'utilisation d'un logiciel de traduction automatique.
Scholl (ou en Amérique du Nord Dr Scholl's) est une marque de chaussures et de crèmes de soins pour les pieds. Fondée en 1906 à Chicago par le podologue William Mathias Scholl, la société s'est fait connaître dans le monde entier avec ses produits podologiques brevetés et ses façons originales de s'implanter sur le marché[pas clair]. Devenue membre de la liste "Fortune 500" en 1971 après la mort du Dr Scholl en 1968, elle est ensuite rachetée par Schering-Plough, puis séparée en deux entités qui changent de propriétaire à plusieurs reprises. Depuis 2021, les marques et les activités sont à nouveau regroupées au sein de Scholl's Wellness Company, appartenant au fonds d'investissement Yellow Wood Partners.

## Histoire

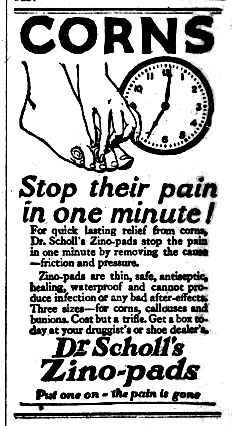
Publicité dans un journal de 1923 pour les protections « Zino » du Dr Scholl.

William Mathias Scholl était le fils d'immigrants allemands. Pour gagner plus d'argent, il a emprunté à son grand-père, qui était cordonnier, des outils pour réparer les chaussures. À 18 ans, il a déménagé pour travailler à Chicago, où il a constaté que de nombreux clients souffraient de problèmes de pieds.
Scholl a commencé à prendre des cours du soir à l'Illinois Medical School, où il obtint en 1904 un diplôme de podologue. Après avoir conçu en 1904 un système appelé le « Pied-Eazer » destiné à soutenir la voûte plantaire, il créa sa propre entreprise en 1906. Au cours des années suivantes, il produisit une série de produits de soins, également brevetés, pour les pieds notamment : les protections « Zino », des bas sans élastique, des plaquettes anti-callosités, des semelles amortissantes, des sandales d'exercice, des chaussures orthopédiques, des semelles orthopédiques à côtés relevés et des coussinets « Ball-O-Foot ».
En 1912, William a fondé le « Dr William M. Scholl de la médecine pédiatrique », situé à l'Université Rosalind Franklin dans le nord de Chicago, Illinois.

## Marketing
Scholl ne s'est pas contenté de concevoir des produits podologiques brevetés, mais a aussi été très novateur et inventif dans le marketing de son entreprise.
Scholl a initialement distribué ses produits par l'intermédiaire des détaillants de chaussures, l'habillement dans les vieux-designs (?) de vêtements pour paraître plus expérimenté, et ensuite démontrer les avantages médicaux de son design en utilisant un squelette du pied humain. Pour développer son entreprise, Scholl employait des vendeurs qu'il rétribuait davantage s'ils étudiaient en s'inscrivant à un cours par correspondance podiatrique. Le chiffre d'affaires des sociétés augmenta de 1 million $ en 1915 en parrainant le concours « Scholl pied de Cendrillon » en 1916 et un concours de marche nationale en 1918. Comme il l'avait fait au démarrage de son activité, Scholl a étendu son entreprise à l'étranger grâce à la vente personnelle.
En 1908, Frank, le frère de William rejoignit la société. William lui donna pour mission le développement de l'entreprise en Europe, où pour répondre aux souhaits de son frère, Frank a ouvert le premier magasin de détail à Londres en 1913. En raison du succès de la boutique, William entreprit de se rendre dans de nombreuses capitales européennes ; il vendit même des chaussures et crèmes à l'empereur allemand Guillaume II.
Pour assurer un meilleur service, donner de meilleurs conseils et améliorer les marges, Scholl ouvrit son premier magasin de détail en Amérique du Nord en 1928 sous la bannière « Dr Scholl's » (bien que la communauté médicale se soit plainte qu'il ne fût pas un « vrai » médecin). Cela permit aux entreprises de se perfectionner dans le confort des jambes, avec les bas de compression, d'améliorer le soulagement des chevilles enflées et des veines variqueuses.

## Frank Scholl
Scholl commercialisa sa marque grâce au slogan accrocheur : « Lorsque vous avez mal aux pieds, mettez-le, et la douleur part » et il a expliqué sa philosophie d'entreprise comme « Tôt au lit, se lever tôt, travailler comme des fous, et annoncer », qui en 1955 a permis à la société d'avoir 16 usines de fabrication, Scholl allait devenir la troisième marque la plus connue au monde. Au début des années 1960, on comptait environ 100 boutiques "Dr.Scholl's" aux États-Unis, et plus de 400 "Scholl" à l'étranger.
Frank, le fils de William, né à Londres en 1920, avait rejoint l'entreprise Scholl après la Seconde Guerre mondiale. Diplômé de langues modernes de l'Université de Cambridge, tout en agissant comme un interprète en Allemagne à la fin de la guerre, est tombé sur le bois de santal. À son retour, il développa sa conception dans les années 1950, ajouta un bracelet en cuir de couleur, et décida de le commercialiser avec le lancement en 1959 de la « première sandale d'exercice », affirmant que le port de telles chaussures tonifiait les muscles des jambes.
Bien que la sandale ait été conçue principalement pour les soins des pieds, la mode féminine des années 1960 au début tournait autour du port de la minijupe qui dévoila toute la longueur des jambes d'une dame. Le fait que la sandale à la mode alors puisse être vue avec son bracelet en cuir aux couleurs primaires ajouta à sa valeur marchande, et aboutit à des ventes énormes.

## Ventes
Bien connues aujourd'hui les simples sandales Scholl, avec leur semelle en bois et leur dessus en cuir, sont rapidement devenus un style et une icône de confort tout au long des années 1960 et 70, portées par des célébrités telles que Twiggy et Jean Shrimpton. William en améliora la distribution en les rendant disponibles en libre-service dans les pharmacies, ce qui, en 1972, fit que la marque Scholl vendit plus de 1 million de sandales, aux États-Unis seulement.

## Décès, rachat, et fusion
William M. Scholl décède en 1968 à l'âge de 86 ans, après avoir fait breveter plus de 1000 produits podologiques différents à son nom. Il laisse ses parts dans l'entreprise à tous les membres de sa famille, et la direction est assurée par ses neveux, notamment Jack E. Scholl (1926-2006, vice-président, qui a repris l'Amérique du Nord). À cette époque, 45 % des ventes Scholl proviennent de ses ventes hors USA, avec 1/3 des ventes à l'étranger en provenance du Royaume-Uni.
Scholl apparait en 1979 dans le « Fortune 500 », classement  des plus grandes sociétés américaines en fonction des revenus totaux publié chaque année par la revue "Fortune". La même année, l'entreprise est acquise pour 130 M $ par Schering-Plough. En 1984, Schering-Plough vend ses branches européennes, latino-américaines, asiatiques et autres opérations à l'étranger, ainsi que la marque Scholl pour les appareils électroménager fabriqués pour l'Europe et l'Angleterre, à « European Home Products » , pour 160 millions de dollars. A la fin des années 1990, en réponse à l'incidence croissante des thrombose veineuses profondes, la société lance une gamme de chaussettes de compression clinique. Il incorpore également un gel dans ses sandales Scholl vendues en pharmacie.
En 1998, Scholl et Seton Heathcare fusionnent pour former "Seton Scholl", qui fusionne ensuite avec « London International Group » en 1999 (propriétaire de Durex, la marque de préservatifs), pour former SSL International. Reckitt Benckiser rachète SSL en 2010.
En ce qui concerne Dr. Scholl's (activités nord et sud-américaines), Schering-Plough et & Co. délocalisent la production des chaussures en Chine, celles-ci pouvant être distribuées en Amérique du Nord en accord avec la "Brown Shoe Company". Bayer les rachète en 2014, et les revend à Yellow Wood Partners en 2019.